# Aéroport international d'Indianapolis
L'aéroport international d'Indianapolis (en anglais Indianapolis International Airport) (code IATA : IND • code OACI : KIND • code FAA : IND) est un aéroport public situé au sud-est du central business district d'Indianapolis, situé dans le comté de Marion dans l'Indiana aux États-Unis. L'aéroport est géré par l'autorité aéroportuaire d'Indianapolis. Il s'agit du plus grand aéroport de l'Indiana, occupant 3 116 ha. Les autoroutes I-65, I-69, I-70, et I-74 se situent à côté de l'aéroport qui le connectent à la ville par la rocade I-465.

## Situation
| Evansville Fort Wayne Gary/ · Chicago Indianapolis South · Bend |

## Statistiques
Pour des raisons techniques, il est temporairement impossible d'afficher le graphique qui aurait dû être présenté ici.

Voir la requête brute et les sources sur Wikidata.

## Compagnies aériennes et destinations
| Compagnies         | Destinations | Refs   |
| ------------------ | --- | ------ |
| Air Canada Express | Toronto (Pearson) | [ 1 ]  |
| Alaska Airlines    | Seattle-Tacoma | [ 2 ]  |
| Allegiant Air      | Austin-Bergstrom, Fort Lauderdale-Hollywood, Jacksonville, Las Vegas-Harry-Reid, Orlando-Sanford, Punta Gorda (Floride), Sarasota-Bradenton, St. Petersburg-Clearwater, Palm Beach En saison : Charleston, Fort Walton-Nord Floride, Myrtle Beach, La Nouvelle-Orléans-L. Armstrong, Savannah, Tucson                                                                                 | [ 3 ]  |
| American Airlines  | Charlotte-Douglas, Chicago-O'Hare, Dallas-Fort Worth, Los Angeles, Phoenix-Sky Harbor En saison :Cancún, Miami, Philadelphie | [ 4 ]  |
| American Eagle     | Boston Logan , Charlotte-Douglas, Chicago-O'Hare, Miami, New York-John F. Kennedy, New York-LaGuardia, Philadelphie, Washington-Reagan | [ 4 ]  |
| Contour Airlines   | Nashville, Pittsburgh, Lambert-Saint Louis |        |
| Delta Air Lines    | Atlanta H.-Jackson, Détroit, Los Angeles, Minneapolis-Saint-Paul, Orlando, Salt Lake City, Seattle-Tacoma En saison : Cancún, Fort Myers | [ 7 ]  |
| Delta Connection   | Boston Logan, Détroit, New York-John F. Kennedy, New York-LaGuardia, Raleigh-Durham En saison : Fort Myers, Miami, Minneapolis-Saint-Paul | [ 7 ]  |
| Frontier Airlines  | Denver, Las Vegas-Harry-Reid, Orlando En saison : Cancún, Fort Myers | [ 8 ]  |
| Southwest Airlines | - Atlanta H.-Jackson, - Baltimore-T. Marshall, - Chicago-Midway, - Dallas-Love Field, - Denver, - Fort Lauderdale-Hollywood, - Fort Myers, - Houston-W. P. Hobby, - Kansas City, - Las Vegas-Harry-Reid, - La Nouvelle-Orléans-L. Armstrong, - Orlando, - Phoenix-Sky Harbor, - Tampa En saison : - Austin-Bergstrom, - Boston Logan, - Cancún, - Los Angeles, - Oakland, - San Diego | [ 9 ]  |
| Spirit Airlines    | Fort Myers, Las Vegas-Harry-Reid, Orlando, Tampa | [ 10 ] |
| United Airlines    | San Francisco En saison : Chicago-O'Hare, Denver, Houston-George Bush, Newark-Liberty, Washington-Dulles | [ 11 ] |
| United Express     | Chicago-O'Hare, Denver, Houston-George Bush, Newark-Liberty, Washington-Dulles | [ 11 ] |

Édité le 12/02/2020